# Napad na Miramichi
Miramichi (/ˌmɛrəməˈʃiː/ /ˌmɪrəmɪˈʃiː/) je največje mesto v severnem New Brunswicku v Kanadi Leži ob ustju reke Miramichi, kjer se izliva v zaliv Miramichi. Dolina Miramichi je druga najdaljša dolina v New Brunswicku, za dolino reke Saint John (zaliv Fundy).
Prvo stalno belo naselje v Miramichiju je bilo dodeljeno škotskim naseljencem, ki jih je vodil William Davidson. William Davidson (znan tudi kot John Godsman) in John Cort sta leta 1765 pridobila velika ozemlja, ki so zajemala velik del regije Miramichi in to območje tako na Škotskem kot v Novi Angliji promovirala kot nov dom za potencialne naseljence.

#### Ameriška revolucija in bitka pri Miramichiju (1779)
Na začetku ameriške revolucije so Mi'kmaqi in Maliseeti podpirali Američane proti Britancem. Sodelovali so v uporu v Maugervillu v New Brunswicku in v bitki pri utrdbi Cumberland leta 1776. Tri leta pozneje, junija 1779, so Mi'kmaqi v Miramichiju napadli in oropali nekaj Britancev na tem območju. Naslednji mesec je na območje prispel britanski kapitan Augustus Harvey, poveljnik ladje HMS Viper in se spopadel z Mi'kmaqi. En Mi'kmaq je bil ubit, 16 pa so jih odpeljali v ujetništvo v Quebec. Ujetnike so sčasoma odpeljali v Halifax, Nova Škotska, kjer so jih kasneje izpustili, potem ko so 28. julija 1779 podpisali prisego zvestobe britanski kroni.
Po bitki je William  Davidson začasno našel zatočišče ob reki reki Saint John. Kasnejša pogodba, podpisana 22. septembra 1779, je zagotovila mirnejše sobivanje. Po ameriški revoluciji so se nekatere družine lojalistov preselile v Miramichi. Davidsonova prvotna podelitev je bila preklicana, tekmovanje za najboljša zemljišča pa je stopnjevalo napetosti med zgodnjimi škotskimi in novimi lojalističnimi naseljenci.